# 地御前站
地御前站（日语：／ Jigozen eki */?）是位於廣島縣廿日市市地御前五丁目6番23號，廣島電鐵的宮島線車站。車站編號為M36。

## 歷史
在1925年（大正14年），廣島電鐵宮島線的前身廣島瓦斯電軌路線從廿日市町站延伸至此站啟用。從此站起，路線本身預定沿海岸線再延伸至宮島口方向，但是由於建設工程需要時間，加上需要交涉關於捕魚權的補償問題，因此當時暫時路線便延伸至地御前。在車站啟用時，車站西邊設有棧橋，該處設有航線前往嚴島（宮島）（宮島航路）。但是棧橋距離此站約1公里，於是在此站再延伸0.3公里（距離己斐町起點12.7公里。現時位於廿日市市立地御前小學前）設置地御前終點站（臨時車站），以方便轉乘渡輪。即使路線延長了0.3公里，該臨時車站距離棧橋還有0.8公里，因此乘客需要步行或乘坐巴士轉乘渡輪。
在車站啟用後1年，於1926年（大正15年）宮島線從地御前延長1.1公里至新宮島站，該站更接近棧橋，解決轉乘棧橋的不便的問題。在延長同時把地御前終點站廢止，同日於車站附近開設地御前海岸臨時停留場（距離己斐町起點12.9公里）。該停留場是為了海灘客而設，該車站只於夏季營業，為一座臨時停留場。有許多來自廣島的海灘客會前往地御前，該停留場在1930年以後關閉。
- 1925年（大正14年）7月15日 - 宮島線廿日市町站至此站開通，此站與地御前終點站啟用[3][7]。同時前往宮島的航線啟航[3]。
- 1926年（大正15年）
  - 7月15日 - 宮島線此站至新宮島站之間開通，地御前終點站廢止[3][8]。同時開設地御前海岸臨時停留場[5]。
  - 10月1日 - 地御前海岸臨時停留場廢止[5]。
- 1927年（昭和2年）7月15日 - 地御前海岸臨時停留場再次開始營業[5]。
- 1930年以後 - 地御前海岸臨時停留場再次廢止[5]。
- 1987年（昭和62年）4月15日 - 遷移月台[9]。

## 車站構造
車站是一座地面車站，設有2面2線的相對式月台（千鳥式月台）。車站靠近廣電西廣島站一方為上行月台，靠近廣電宮島口站一方為下行月台，兩月台之間設有平交道連接。由於月台配置，所有電車進站時需要通過平交道後才會進入月台。現時的車站月台構造是在1987年（昭和62年）開始使用。
現時上下行月台上均設有高地台和低地台月台部分，這是從前設有高地台和低地台電車行走宮島線。

## 使用狀況
根據《廿日市市統計書》，在2018年度1日平均上落車人次（把使用人次總數除以當日的日數）為1,021人。
在1997年至1998年之間的使用人次下跌，這是由於鄰站JA廣島醫院前站該當時啟用。以下為此站近年上落車人次列表：
| 1日平均上落車人次變化 | 1日平均上落車人次變化 | 1日平均上落車人次變化 |
| 年度                  | 上落車人次            | 參考資料              |
| --------------------- | --------------------- | --------------------- |
| 1994年度              | 2,622                 |                       |
| 1995年度              | 2,370                 |                       |
| 1996年度              | 2,616                 |                       |
| 1997年度              | 2,448                 |                       |
| 1998年度              | 1,558                 | [ 使用人次 2 ]        |
| 1999年度              | 1,482                 | [ 使用人次 2 ]        |
| 2000年度              | 1,368                 | [ 使用人次 2 ]        |
| 2001年度              | 1,246                 | [ 使用人次 2 ]        |
| 2002年度              | 1,196                 | [ 使用人次 2 ]        |
| 2003年度              | 1,238                 | [ 使用人次 2 ]        |
| 2004年度              | 1,112                 | [ 使用人次 2 ]        |
| 2005年度              | 1,201                 | [ 使用人次 3 ]        |
| 2006年度              | 1,205                 | [ 使用人次 4 ]        |
| 2007年度              | 1,286                 | [ 使用人次 5 ]        |
| 2008年度              | 1,259                 | [ 使用人次 6 ]        |
| 2009年度              | 1,180                 | [ 使用人次 7 ]        |
| 2010年度              | 1,124                 | [ 使用人次 8 ]        |
| 2011年度              | 1,113                 | [ 使用人次 9 ]        |
| 2012年度              | 1,134                 | [ 使用人次 10 ]       |
| 2013年度              | 1,087                 | [ 使用人次 11 ]       |
| 2014年度              | 1,097                 | [ 使用人次 12 ]       |
| 2015年度              | 1,059                 | [ 使用人次 13 ]       |
| 2016年度              | 1,079                 | [ 使用人次 14 ]       |
| 2017年度              | 1,031                 | [ 使用人次 15 ]       |
| 2018年度              | 1,021                 | [ 使用人次 1 ]        |

## 車站周邊

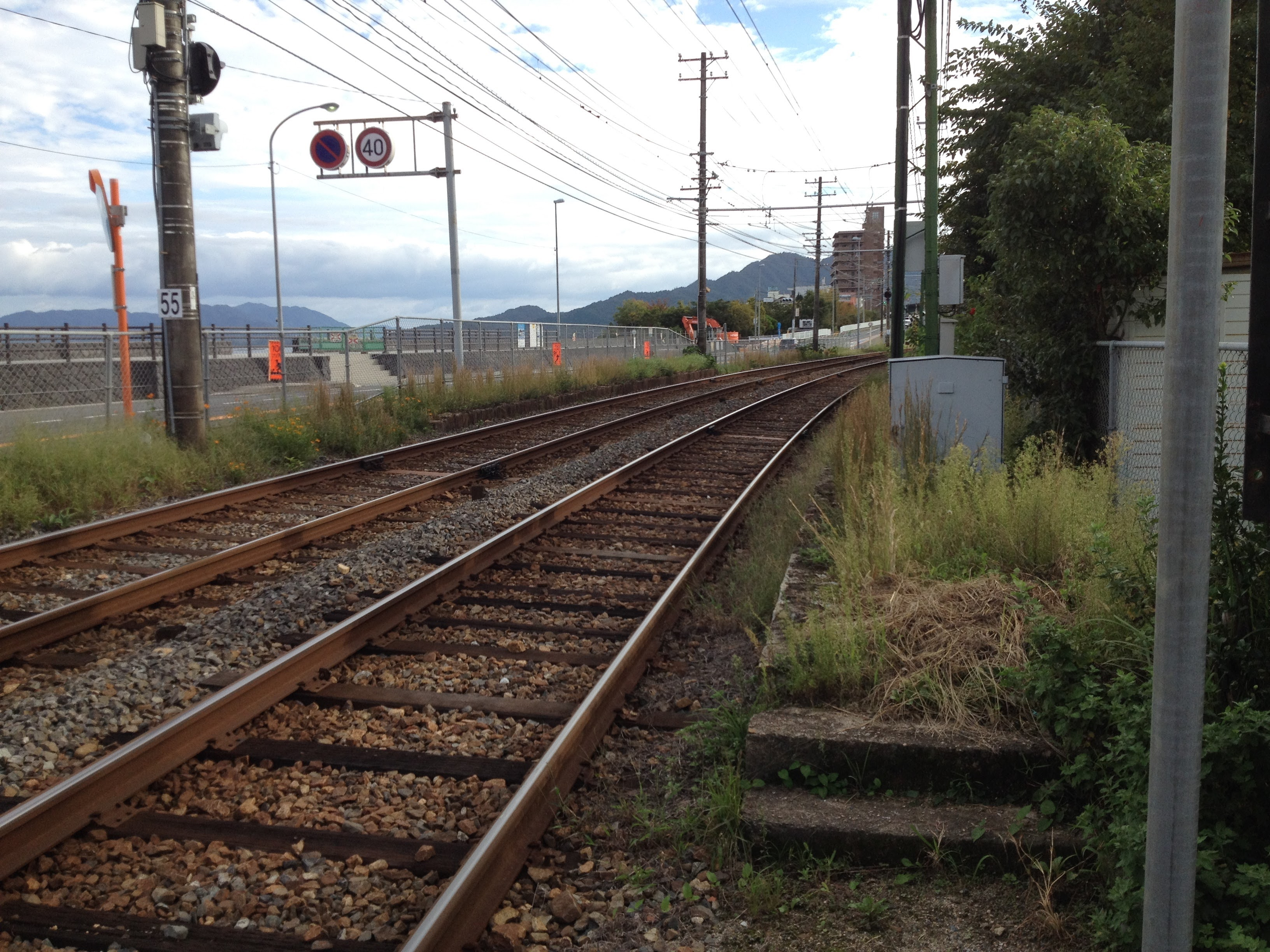
在地御前神社前設有地御前海岸臨時停留場的月台遺蹟

在車站東邊鄰接國道2號，國道對出為海邊與瀨戶內海。宮島線在此站起向廣電宮島口方向都是沿海岸線行走。該處附近養殖了蠔，於該處海面上看到養殖場。西邊則為幽靜的大型住宅區。
向南步行10分鐘即可到達嚴島神社的攝末社，為嚴島之戰中毛利氏的據點地御前神社。在#歷史一節中提及，地御前海岸臨時停留場是位於該神社前。宮島線靠近神社前的路軌旁還看見月台遺蹟。

## 相鄰車站
廣島電鐵
■宮島線
JA廣島醫院前（M35）－地御前（M36）－阿品東（M37）

## 注腳

### 使用狀況
1. 1 2  《廿日市市統計書》2020年版
2. 1 2 3 4 5 6 7  《廿日市市統計書》2006年版
3. ↑  《廿日市市統計書》2007年版
4. ↑  《廿日市市統計書》2008年版
5. ↑  《廿日市市統計書》2009年版
6. ↑  《廿日市市統計書》2010年版
7. ↑  《廿日市市統計書》2011年版
8. ↑  《廿日市市統計書》2012年版
9. ↑  《廿日市市統計書》2013年版
10. ↑  《廿日市市統計書》2014年版
11. ↑  《廿日市市統計書》2015年版
12. ↑  《廿日市市統計書》2016年版
13. ↑  《廿日市市統計書》2017年版
14. ↑  《廿日市市統計書》2018年版
15. ↑  《廿日市市統計書》2019年版

## 外部連結
- 地御前 | 電車情報：電停指南 （页面存档备份，存于）（日語） - 廣島電鐵